# Kateřina Pauláthová
Kateřina Pauláthová, née le 23 juillet 1993 à Havířov, est une skieuse alpine tchèque.

## Biographie
Skieuse polyvalente même si en coupe du monde elle participe essentiellement aux épreuves techniques (slalom et slalom géant) et au combiné,  avec deux super-G depuis 2018. Néanmoins elle participe aussi aux épreuves de vitesses lors des jeux olympiques (super-G à Sotchi, descente et super-G à PyeongChang), des championnats du monde en 2017 et 2019 , des championnats tchèques, ainsi que sur des divisions inférieures à la coupe du monde (par exemple elle a fait deux podiums de descente à Lake Louise en décembre 2018 pour le compte de la coupe nord-américaine).
Alors qu'elle évolue sur les circuits FIS et junior, elle remporte ses premiers titres nationaux à la fin de la saison 2010-2011 (en combiné et en géant). Ces performances lui ouvrent les portes de l'équipe A et elle prend son premier départ de coupe du monde pour l'ouverture de la saison suivante lors du géant de Sölden. Elle poursuit sa saison essentiellement sur le circuit FIS mais prend néanmoins part aux mondiaux de Garmish-Partenkirchen (37e du géant) ainsi qu'à trois autres manches de coupe du monde dont les deux dernières de la saison (avant les finales de Lenzerheide qui ne la concerne bien sûr pas), à domicile à Špindlerův Mlýn. C'est là lors du slalom géant qu'elle remporte ses (trois) premiers points de coupe du monde, à dix-sept ans et pour son troisième départ. Il lui faudra presque quatre ans et la saison 2014-2015 pour marquer les suivants, lors du géant de Maribor en février 2015. 
Depuis elle est rentrée dans les trente à quatre reprises, à chaque fois en combiné, dont une vingtième place en février 2017 à Crans-Montana, son meilleur résultat en coupe du monde. Parallèlement elle a pris part à tous les championnats du monde depuis 2011 (en s'aligant notamment au départ des cinq épreuves lors de l'édition 2017) avec pour meilleures performances deux vingt-quatrième place dans le super-G et le combiné à Åre en 2019. Elle a également participé aux jeux olympiques de Sotchi et PyeongChang : vingt-cinquième du super-G russe elle abandonne lors des slalom et slalom géant. En Corée elle se classe vingt-sixième de la descente, trente-troisième du super-G, abandonne en géant et enfin termine dix-septième du combiné, son meilleur résultat au niveau international (jeux olympiques, Coupe du monde et championnats du monde confondus).
Sur le plan national elle détient dix titres : un en descente (2018), deux en combiné (2010 et 2013) et en slalom (23013 et 2016) et cinq en slalom géant (2010, 2011, 2012, 2013 et 2017).

## Palmarès

### Jeux olympiques d'hiver
| Épreuve / Édition   | Descente | Super G | Slalom géant | Slalom  | Combiné / Super combiné |
| JO 2014 Sotchi      | —        | 25e     | Abandon      | Abandon | —                       |
| JO 2018 Pyeongchang | 26e      | 33e     | Abandon      | –       | 17e                     |

### Championnats du monde
| Épreuve / Édition | Garmisch-Partenkirchen 2011 | Schladming 2013 | Vail - Beaver Creek 2015 | Saint-Moritz 2017 | Åre 2019 |
| Super G           | -                           | -               | 32e                      | 36e               | 24e      |
| Slalom géant      | 37e                         | Abandon         | Abandon                  | 29e               | Abandon  |
| Slalom            | -                           | Abandon         | Abandon                  | Abandon           |          |
| Descente          | -                           | -               | -                        | 35e               |          |
| Combiné           | -                           | -               | -                        | Abandon           | 24e      |

### Coupe du monde
- Meilleur classement général : 107e en 2017.
- Meilleur résultat individuel : 20e.

#### Classements
| Saison / Épreuve | Saison / Épreuve | Général | Général | Descente | Descente | Slalom | Slalom | Slalom géant | Slalom géant | Super G | Super G | Combiné | Combiné |
| ---------------- | ---------------- | ------- | ------- | -------- | -------- | ------ | ------ | ------------ | ------------ | ------- | ------- | ------- | ------- |
| Saison / Épreuve | Saison / Épreuve | Class.  | Points  | Class.   | Points   | Class. | Points | Class.       | Points       | Class.  | Points  | Class.  | Points  |
| 2011             | 2011             | 125e    | 3       | -        | -        | -      | 0      | 45e          | 3            | -       | -       | -       | -       |
| 2012             | 2012             | -       | 0       | -        | -        | -      | 0      | -            | 0            | -       | -       | -       | -       |
| 2013             | 2013             | -       | 0       | -        | -        | -      | 0      | -            | 0            | -       | -       | -       | -       |
| 2014             | 2014             | -       | 0       | -        | -        | -      | 0      | -            | 0            | -       | -       | -       | -       |
| 2015             | 2015             | 114e    | 5       | -        | -        | -      | 0      | 48e          | 5            | -       | -       | -       | -       |
| 2016             | 2016             | 126e    | 2       | -        | -        | -      | 0      | -            | 0            | -       | 0       | 49e     | 2       |
| 2017             | 2017             | 107e    | 14      | -        | -        | -      | 0      | -            | 0            | -       | 0       | 38e     | 14      |
| 2018             | 2018             | 118e    | 8       | -        | -        | -      | 0      | -            | 0            | -       | 0       | 36e     | 8       |

### Championnats de République tchèque
- 5 fois championne en slalom géant : 2010, 2011, 2012, 2013 et 2017.
- 2 fois championne en super-combiné : 2010 et 2013.
- 2 fois championne en slalom : 2013 et 2016.
- 1 fois championne en descente : 2018.